# Esther Apituley
Esther Willemina Suzanna Apituley (Amsterdam, mei 1958) is een Nederlandse altvioliste.

## Loopbaan
Als 12-jarige begon Apituley met vioollessen bij Karl Schouten. Ze studeerde altviool bij Klaas Boon en Misha Geller aan het Amsterdamse Sweelinck Conservatorium en volgde masterclasses bij Bruno Giuranna in Berlijn. Zij was aanvankelijk niet alleen actief in de klassieke muziek, maar ook in de lichte muziek als zangeres en saxofoniste. In 1984 speelde zij viool op het album Adieu Sweet Bahnhof van de Nits en in het nummer "Another Sunny Day" op het album Under the Surface van The Dutch. Als altvioliste richt zij zich in het bijzonder op eigentijdse klassieke muziek. 
Haar eerste recital als soliste op de altviool gaf zij in 1990 in het Concertgebouw. Zij werkte samen met het Nederlands Blazers Ensemble en het Amsterdams Gitaartrio en speelde in het orkest van de Boulevard of Broken Dreams. Zij is verbonden aan het Asko Ensemble en speelde als invaller in het Koninklijk Concertgebouworkest. Zij richtte met de altviolisten Rogier van der Tak, Mieke Honingh en Ernst Grapperhaus in 2000 het Amsterdam Viola Quartet (voorheen het Alt Tijd Kwartet) op, dat een breed repertoire uit diverse muziekgenres ten gehore brengt. Ook vormt zij een vast duo met de pianiste Rië Tanaka. Tijdens een concertreis door Indonesië in februari 2010 gaf zij enkele masterclasses, introduceerde zij muziek van Nederlandse componisten als Onno Krijn en Michiel Mensingh en gaf zij de première van een stuk van de Indonesische componiste Sinta Wullur.
Apituley staat niet alleen op het concertpodium, maar treedt ook op in theatervoorstellingen. Zij verzorgde bij Toneelgroep Baal het muzikale aandeel in het theaterstuk Dantons Dood en Fausts Licht. Bij de balletvoorstelling Buigen of barsten van Rudi van Dantzig en Toer van Schayk speelde zij het concert voor altviool en orkest van Chiel Meijering.
Apituley is hoofdvakdocente aan het Conservatorium van Amsterdam. Haar instrument is vervaardigd door de vioolbouwer Jaap Bolink. Zij is oprichter en artistiek leider van de Stichting Viola Viola, die zich ten doel stelt de altviool te propageren en nieuwe publieksgroepen aan te boren voor de klassieke muziek. Zij was in het seizoen 2000-2001 mede-presentatrice van Han Reiziger in het wekelijkse VPRO-televisieprogramma Reiziger in muziek.

## Persoonlijk
Haar vader is van Molukse afkomst, haar moeder Nederlands. Haar broer is de acteur Martijn Apituley. Zij is getrouwd met de acteur Hans Dagelet, met wie zij ook muziek voor trompet en altviool opnam. Hun kinderen Charlie Chan Dagelet, Monk Dagelet en Mingus Dagelet zijn alle drie acteur.

## Discografie
- Violent Viola: werken van Zoltán Kodály, Paul Hindemith, Benjamin Britten, Johann Sebastian Bach, Maurice Ravel, Igor Stravinsky, John Dowland, Esther Apituley en Henri Vieuxtemps. Esther Apituley (altviool), Rië Tanaka (piano), Amsterdams Altviool Kwartet. Challenge Classics CC 72156, 2005.
- Viola Voilà: werken van Franz Schubert, Riccardo Drigo, Henri Vieuxtemps, John Cage, Igor Stravinsky, Esther Apituley, Gabriel Fauré en Ástor Piazzolla. Esther Apituley (altviool), Rië Tanaka (piano), Eric Calmes (elektrische bas), Hans Dagelet (trompet), Amsterdams Altviool Kwartet. Challenge Classics CC 72165, 2006.
- Stirring Stills, Bach for Viola: werken van J.S. Bach. Esther Apituley (altviool solo). Challenge Classics CC 72726, 2016.[3]